# P.R2B

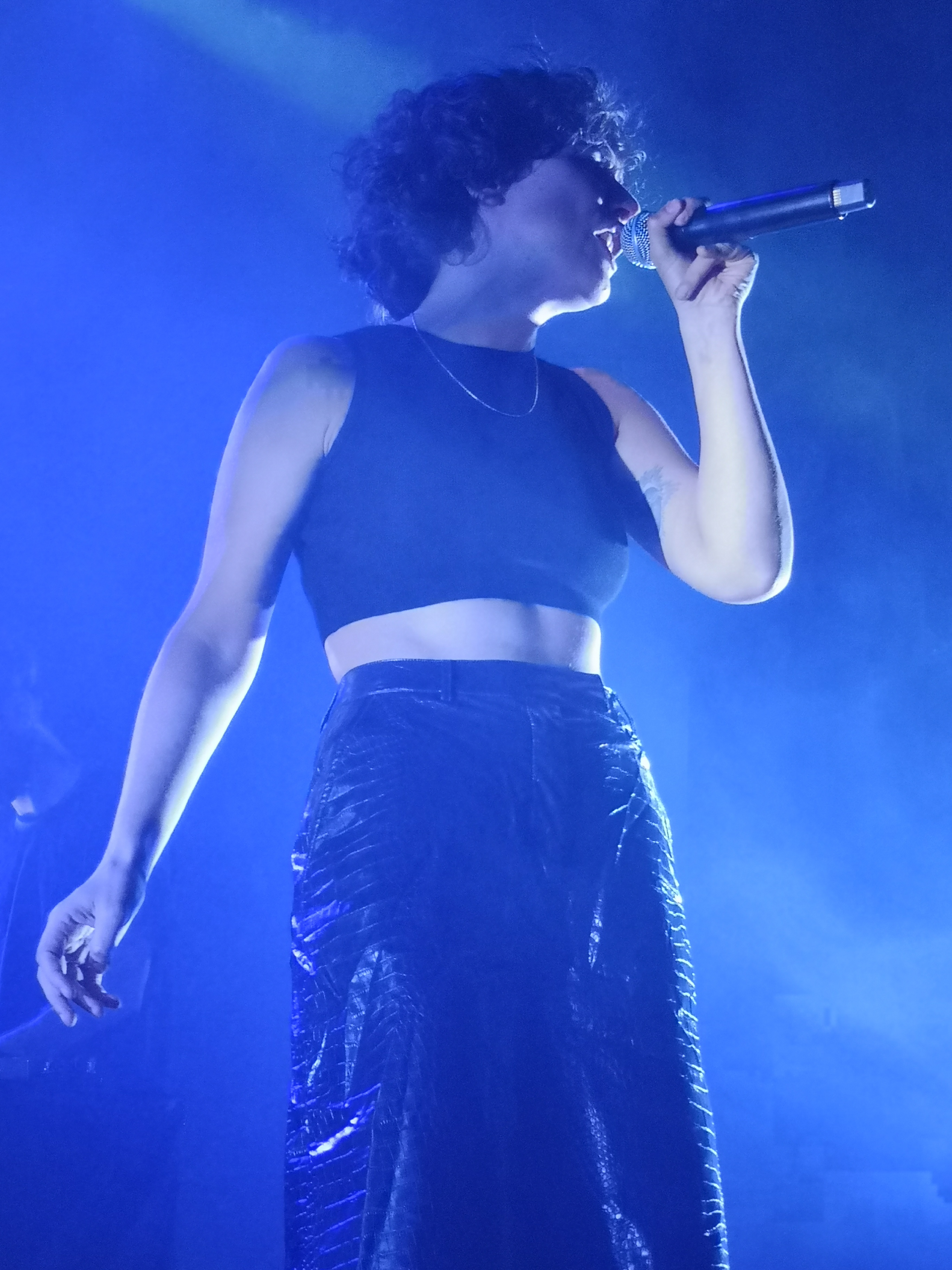
P.R2B en concert aux Primeurs de Massy en novembre 2021.

P.R2B, née Pauline Rambeau de Baralon le 26 novembre 1990 à Saint-Doulchard, dans le Cher, est une auteure-compositrice-interprète et réalisatrice française.

## Biographie
Originaire des environs de Bourges, fille d'un guitariste professionnel et d'une mère travaillant dans un atelier de production en Centre-Val de Loire,, P.R2B commence la pratique instrumentale avec la clarinette à l'école de musique municipale. Au collège, elle s'initie à la guitare et à l'écriture.
Elle suit l'option cinéma au lycée de Nevers, et continue son parcours à l'école nationale supérieure des métiers de l'image et du son (La Femis) à Paris, où elle obtient un diplôme de réalisatrice en 2016. Son court-métrage de fin d’études, réalisé sous la direction de Laetitia Masson, s’intitule Bird’s Lament, d’après le titre du compositeur Moondog. Dans ce film, une jeune femme étudiant la clarinette découvre chez un disquaire la musique de ce compositeur américain, et en tombe amoureuse. Dans la même période, elle suit le cours Florent,. 
Le 11 septembre 2020 marque la date de sortie de son premier EP intitulé Des rêves, qui « se positionne entre hip-hop et chanson française aux accents 80's (« Le film à l'envers ») » selon Benoit Gaboriaud, et qui est bien accueilli, notamment par Laura Marie des Inrocks, ainsi que par d'autres critiques.
Le 16 juin 2021, P.R2B dévoile le titre Mélancolie extrait de son premier album Rayons Gamma, qui sort le 22 octobre 2021. 
L'album reçoit un accueil critique très chaleureux à sa sortie : "Un premier album puissant pour la révélation P.R2B" note Le Parisien, "A 30 ans, P.R2B secoue la chanson"d'après Télérama ou bien encore Libération qui parle d'une "réussite d'un disque qui touche droit au cœur". 
Elle annonce en même temps une tournée dans toute la France dont une date à La Cigale le 23 mars 2022.
Elle a composé la musique du film Les Meutes du Marocain Kamal Lazraq sorti  en 2023,
En 2025, elle compose la bande originale du film Partir un jour (film, 2025) d'Amélie Bonnin.